# Cristina Verrier
María Cristina Verrier (Buenos Aires, 1939-Buenos Aires, 28 de abril de 2023) fue una dramaturga, autora y periodista argentina.

## Biografía
Hija del juez federal y funcionario César Verrier, su madre Paula Pech pintora . Trabajó en la revista Panorama. Verrier fue reconocida como autora con obras como Los olvidados, La bronca, Naranjas amargas para mamá, La balada de la idiota, Acá están, estos son, Cero y La cueva de los tres jorobados.
Se convirtió en la única integrante mujer, que junto a un grupo de diecisiete peronistas del grupo  Movimiento Nueva Argentina secuestró un avión de pasajeros de Aerolíneas Argentinas que se dirigía a Río Gallegos para desviarlo hacia las Islas Malvinas, en lo que se conoció como Operativo Cóndor, el 28 de septiembre de 1966.
También fue fundadora, junto a Abel Sáenz Buhr, del Teatro El Altillo, ubicado en la calle Florida 460. Fue miembro de Argentores.